# Sebastián López (Leichtathlet)
Sebastián López (* 7. Juli 2001) ist ein venezolanischer Leichtathlet, der sich auf den Mittelstreckenlauf spezialisiert hat.

## Sportliche Laufbahn
Erste Erfahrungen bei internationalen Meisterschaften sammelte Sebastián López im Jahr 2021, als er bei den erstmals ausgetragenen Panamerikanischen Juniorenspielen in Cali in 3:59,22 min den neunten Platz im 1500-Meter-Lauf belegte. Im Jahr darauf erreichte er bei den Ibero-Amerikanischen Meisterschaften in La Nucia mit 3:46,24 min den achten Platz und wurde dann bei den Juegos Bolivarianos in Valledupar in 3:44,67 min Vierter. Im Oktober siegte er bei den U23-Südamerikameisterschaften in Cascavel in 3:44,56 min und belegte mit der venezolanischen 4-mal-400-Meter-Staffel in 3:15,69 min den vierten Platz. Kurz darauf gelangte er bei den Südamerikaspielen in Asunción mit 3:45,81 min auf Rang fünf. 2023 belegte er bei den Zentralamerika- und Karibikspielen in San Salvador in 3:50,51 min den sechsten Platz. Im Jahr darauf gelangte er bei den Ibero-Amerikanischen Meisterschaften in Cuiabá mit 3:42,21 min auf den fünften Platz über 1500 Meter und 2025 belegte er bei den Hallensüdamerikameisterschaften in Cochabamba in 4:04,91 min den fünften Platz. Zudem siegte er in 3:18,29 min im Staffelbewerb. Ende April belegte er bei den Südamerikameisterschaften in Mar del Plata in 3:53,33 min den zehnten Platz über 1500 Meter.
In den Jahren 2021, 2023 und 2024 wurde López venezolanischer Meister im 1500-Meter-Lauf sowie 2023 auch in der 4-mal-400-Meter-Staffel.

## Persönliche Bestzeiten
- 800 Meter: 1:48,09 min, 31. März 2023 in Caracas
- 1500 Meter: 3:42,08 min, 15. Mai 2024 in Cuiabá
  - 1500 Meter (Halle): 4:04,91 min, 22. Februar 2025 in Cochabamba